# Richard McDermott
Richard Terrance (Terry) McDermott (Essexville (Michigan), 20 september 1940 – 20 mei 2023) was een Amerikaans langebaanschaatser.
De enige internationale schaatskampioenschappen waaraan McDermott deelnam waren de Olympische Winterspelen in 1960, 1964 en 1968 waarop hij alleen op de 500 meter uitkwam.
Op de Winterspelen van 1960 in Squaw Valley werd hij zevende. Bij de Winterspelen van 1964 in Innsbruck werd hij zeer verrassend olympisch kampioen door favoriet Jevgeni Grisjin met 0,5 seconden te verslaan, en hield Grisjin daarmee af voor zijn derde opeenvolgende titel op de 500 meter. Hij werd toen gecoacht door Olympisch medaillewinnaar in 1936 (brons op de 500 meter) Leo Freisinger. McDermott was van beroep kapper en later vertegenwoordiger van een fabrikant in Detroit. Op 9 februari 1964 was hij te gast in The Ed Sullivan Show, maar zijn optreden werd overschaduwd door het eerste optreden in de Verenigde Staten van The Beatles. Tijdens deze show heeft hij de bandleden geknipt.
Op de Winterspelen van 1968 in Grenoble won hij de zilveren medaille door, samen met Magne Thomassen, 0,2 seconden achter Erhard Keller te eindigen. Op deze Winterspelen was hij de Amerikaanse vlaggendrager. Bij de Olympische Winterspelen 1980 legde hij namens alle juryleden de olympische eed af.
Terrance overleed op 82-jarige leeftijd.

## Resultaten
| Jaar | Olympische Spelen |
| ---- | ----------------- |
| 1960 | 7e 500m           |
| 1964 | 500m              |
| 1968 | 500m              |

### Medaillespiegel
| Kampioenschap     | Goud · | Zilver · | Brons · |
| ----------------- | ------ | -------- | ------- |
| Olympische Spelen | 1      | 1        | 0       |

1924: Charles Jewtraw ·
1928: Clas Thunberg/Bernt Evensen ·
1932: Jack Shea ·
1936: Ivar Ballangrud ·
1948: Finn Helgesen ·
1952: Ken Henry ·
1956: Jevgeni Grisjin ·
1960: Jevgeni Grisjin ·
1964: Richard McDermott ·
1968: Erhard Keller ·
1972: Erhard Keller ·
1976: Jevgeni Koelikov ·
1980: Eric Heiden ·
1984: Sergej Fokitsjev ·
1988: Uwe-Jens Mey ·
1992: Uwe-Jens Mey ·
1994: Aleksandr Goloebev ·
1998: Hiroyasu Shimizu ·
2002: Casey FitzRandolph ·
2006: Joey Cheek ·
2010: Mo Tae-bum ·
2014: Michel Mulder ·
2018: Håvard Holmefjord Lorentzen ·
2022: Gao Tingyu
- International Standard Name Identifier: 0000 0001 1515 1520
- Library of Congress Control Number: no2011030913
- Virtual International Authority File: 167846622
- WorldCat: E39PBJgmRtWtGFKCx9gMtFFHYP